# Livrustkammaren och Skoklosters slott med Stiftelsen Hallwylska museet
Livrustkammaren och Skoklosters slott med Stiftelsen Hallwylska museet, i kortform myndigheten LSH eller bara LSH, var en svensk statlig förvaltningsmyndighet. Myndigheten uppgick den 1 januari 2018 i Statens historiska museer.
Livrustkammaren och Skoklosters slott med Stiftelsen Hallwylska museet bildades i juli 1978 och sorterade under kulturdepartementet. I myndigheten ingick tre museer:
- Livrustkammaren
- Skoklosters slott
- Hallwylska museet

Myndigheten hade till uppgift att bevara och förmedla kulturarvet.

## Myndighetens historia
1 juli 1978 inrättades myndigheten som en museiinstitution under Kulturdepartementet.
1980 utnämndes den nyinrättade myndighetens första överintendent, fil. lic. Kersti Holmquist. 1985 efterträddes hon av Agneta Lundström. 1997 tillträdde Barbro Bursell som överintendent för myndigheten. 2008 tillsattes Magnus Hagberg som chef.